# ティム・ジョンソン (サウスダコタ州の政治家)
ティモシー・ピーター・ジョンソン（英語：Timothy Peter Johnson, 1946年12月28日 - 2024年10月8日）は、アメリカ合衆国の政治家。所属政党は民主党。サウスダコタ州を地盤に連邦下院議員を5期、連邦上院議員を3期務めた。

## 経歴・人物
ティム・ジョンソンはサウスダコタ州リンカーン郡カントンで生まれた。サウスダコタ大学で博士課程まで修めた後、ミシガン州立大学に進学。ミシガン州上院で予算顧問として勤務した後、サウスダコタ大学ロースクールに進学し、1975年に法務博士（専門職）を取得。そのままサウスダコタ州の弁護士資格を得た。州下院議員、州上院議員や州検事補といった公職を勤め上げたのち、1986年にサウスダコタ州全州選挙区から連邦下院議員選挙に立候補して当選して5選を果たした。1996年、ジョンソンは上院議員選挙に鞍替え出馬し、共和党現職のラリー・プレスラーを僅差で破った。2002年選挙では、ジョン・スーンとの対決をわずか524票差で制した。2006年12月には脳動静脈奇形による脳内出血で緊急手術を受け、発話が覚束なくなるなどの後遺症に見舞われたものの、理学療法や言語療法の成果もあって、9月には上院議員として復帰した。2008年に3選を目指して立候補すると、6割以上の票を獲得して当選した。2014年選挙には出馬せずに議員職を引退した。
2024年10月8日の夜、スーフォールズで死去。77歳没。

## 政策
- 議員在職中、上下水道の整備に関する法案を作成し、サウスダコタ州住民のきれいな飲料水へのアクセス向上に貢献した[12][13]。
- サウスダコタ州にあった大陸間弾道ミサイル（ミニットマン）の発射基地の国定史跡化に尽力した。同基地は1999年に「ミニットマン・ミサイル国定史跡（英語版）」として国立史跡化された[14]。2017年には14万人以上が訪れ、州に1000万ドルもの経済効果をもたらしている[15]。